# Avenue Gaston-Roussel
L`avenue Gaston-Roussel est une voie de communication de Romainville, dans le département de Seine-Saint-Denis, en France. Elle suit la route départementale 116.

## Situation et accès

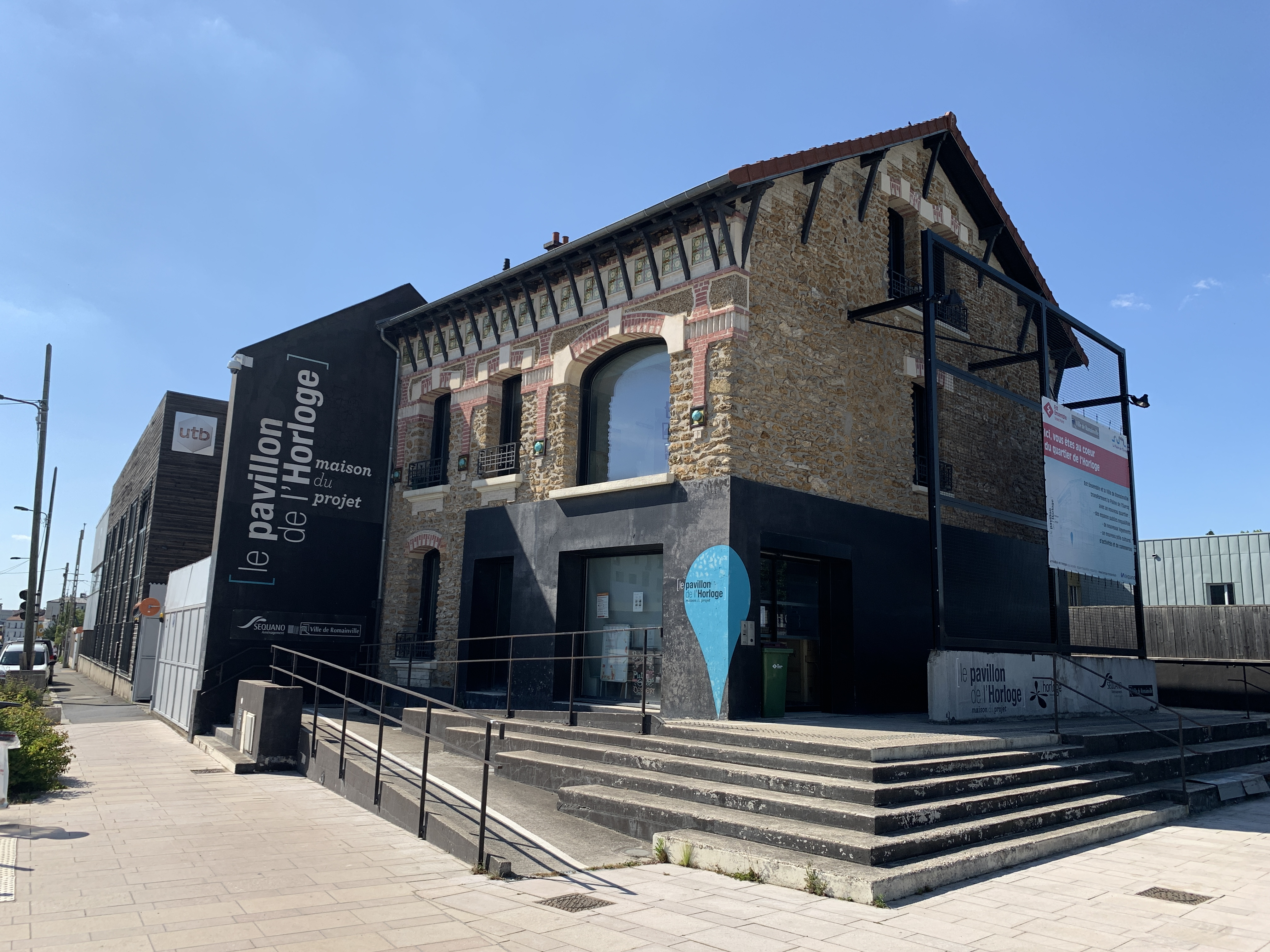
Le pavillon de l'Horloge en 2020.

Cette avenue est située dans le quartier de l'Horloge,, qui tire son nom de l'ancien pavillon de l'Horloge,.
Elle rencontre notamment la rue Louise-Dory et la rue Paul-de-Kock.
Elle est accessible par la station de métro Bobigny - Pantin - Raymond Queneau sur la ligne 5 du métro de Paris.

## Historique
Elle s'appelait autrefois route de Noisy. son extremité ouest fut attribuée à Pantin et garda son nom historique.

## Origine du nom

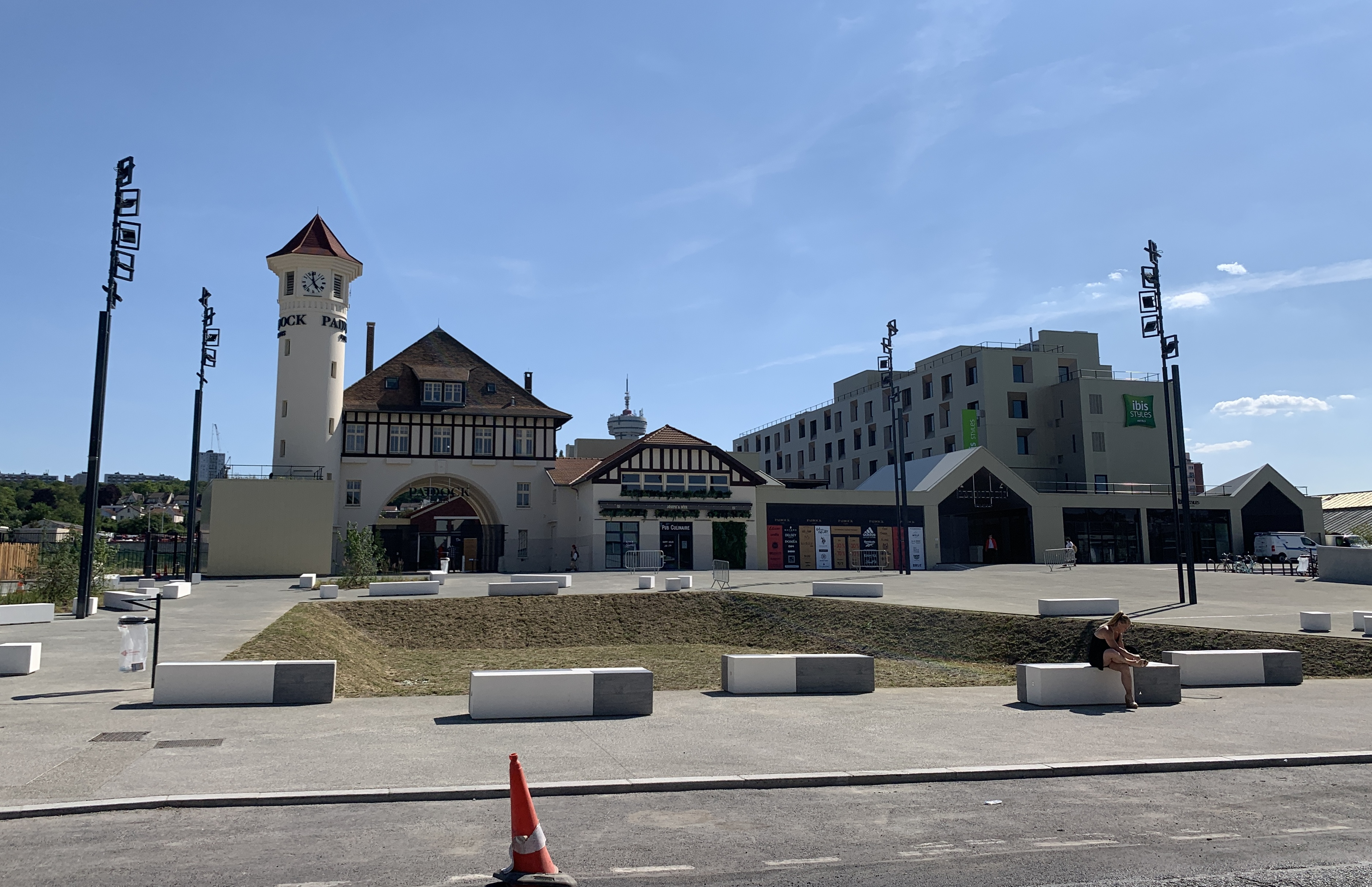
Anciennes écuries postales de Paris, aujourd'hui le Paddock Paris-Est.

Cette voie de circulation tient son nom de Gaston Roussel, vétérinaire des écuries postales de la Ville de Paris, puis industriel. Son entreprise deviendra le groupe pharmaceutique Roussel-Uclaf.

## Emplacements remarquables

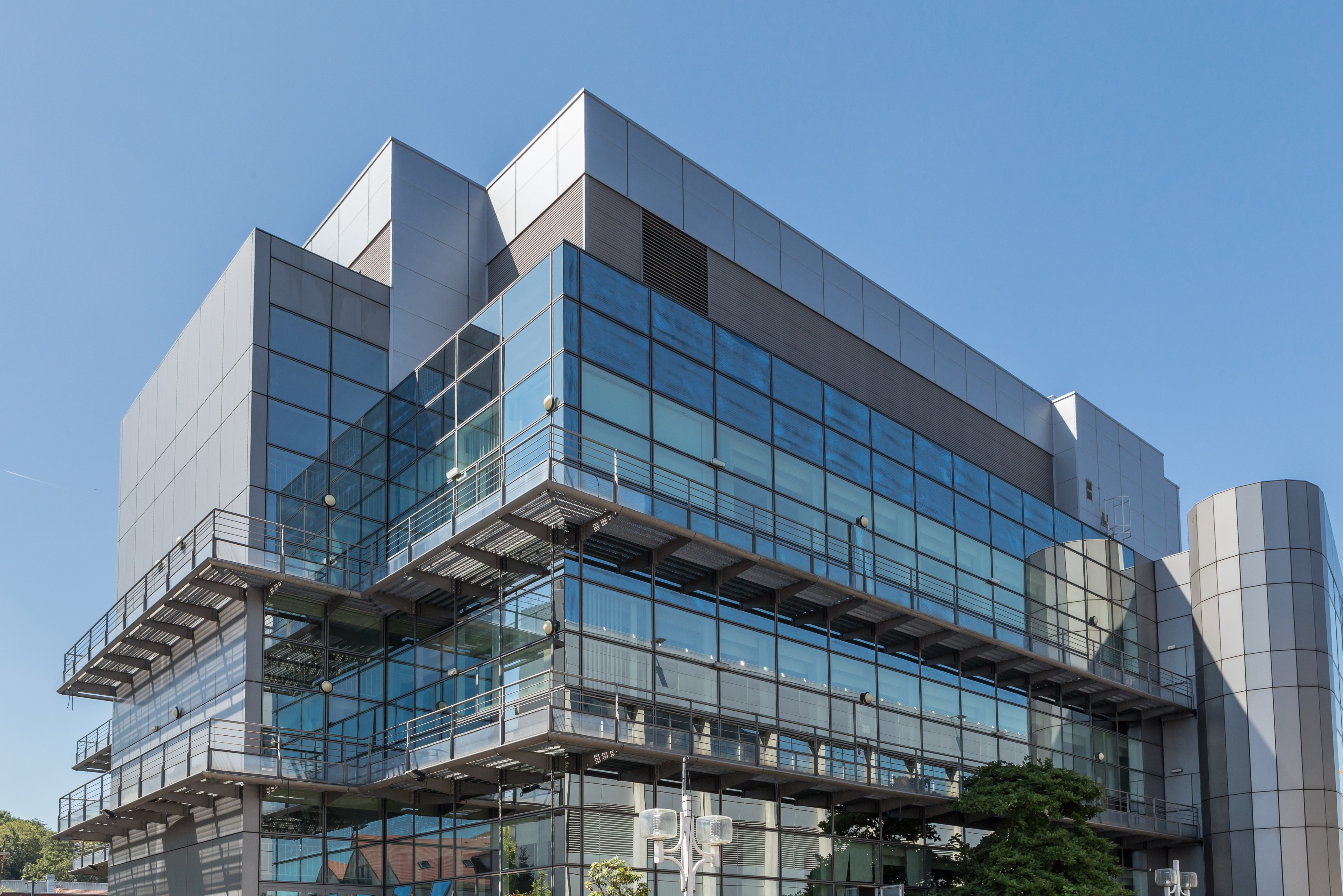
Bâtiment du parc Biocitech en 2018.

- Siège de l'établissement public territorial Est Ensemble.
- Paddock Paris-Est, installé dans les anciennes écuries postales de Paris[6].
- Parc biotechnologique Biocitech[7], construit sur l'emplacement des anciennes usines Roussel-Uclaf[8].